# Вилкинсберг (Пенсилванија)
Вилкинсберг (енгл. Wilkinsburg) град је у америчкој савезној држави Пенсилванија.

## Демографија
По попису из 2010. године број становника је 15.930, што је 3.266 (-17,0%) становника мање него 2000. године.
| Група             | 2000.          | 2010.          |
| Белци             | 5.558 (29,0%)  | 4.427 (27,8%)  |
| Афроамериканци    | 12.768 (66,5%) | 10.615 (66,6%) |
| Азијати           | 156 (0,8%)     | 163 (1,0%)     |
| Хиспаноамериканци | 216 (1,1%)     | 289 (1,8%)     |
| Укупно            | 19.196         | 15.930         |